# 祭旗 (电影)
《祭旗》（英語：Memory Flag）是一部於2019年上映的台灣劇情電影，由壹捌玖伍電影製作，春暉映像發行。此片是王重正籌備四年所執導的作品，並由伊正、陳霆、何啟聖、蘇炳憲、劉克勉、毛興國、劉濟民和朱永德等八位演員領銜主演。

## 劇情
本身也是軍人退伍的導演王重正導演拍攝《祭旗》的緣由來自於自身真實的故事，以及對社會時事的感嘆。更是想藉由這部電影向大眾訴說軍人的故事，並發起進戲院唱國歌的行動，而電影中的八位主角群，也展現了軍人在退伍後的不同樣貌。

### 脚注
1. ↑  . ETtoday.   [2020-01-07] （中文（臺灣））.
2. ↑  . 中時電子報.   [2020-01-04]. （原始内容存档于2020-03-22） （中文（臺灣））.
3. ↑  . Yahoo奇摩電影.   [2020-01-18] （中文（臺灣））.
4. ↑  . LINE TODAY.   [2020-01-07] （中文（臺灣））.
5. ↑  . ETtoday.   [2020-01-07]. （原始内容存档于2019-12-10） （中文（臺灣））.
6. ↑  . 蘋果新聞網.   [2020-01-07] （中文（臺灣））.
7. ↑  . 上報.   [2020-01-18]. （原始内容存档于2020-09-29） （中文（臺灣））.
8. ↑  . ETtoday.   [2020-01-04] （中文（臺灣））.

### 相關報導
- 看愛國片《祭旗》 韓國瑜：電影提醒了大家愛國心 （页面存档备份，存于）
- 看祭旗挺國片 韓國瑜籲努力把台灣文創衝起來 （页面存档备份，存于）

## 外部連結
- 祭旗的Facebook專頁
- YouTube上的前導預告
- YouTube上的正式預告
- YouTube上的正式預告2
- Yahoo奇摩電影上《祭旗》的資料（繁體中文）